# Château de Purschenstein
Le château de Purschenstein (Schloß Purschenstein) est un château situé à Neuhausen/Erzgeb., village et station de ski des monts Métallifères, au sud de l'arrondissement de Saxe centrale en Allemagne.

## Historique
C'est en 1289 qu'est nommé ce domaine qui appartient depuis le XIIIe siècle au margrave de Misnie. Le château fort est le château du fief des seigneurs de Riesenburg en 1350, puis passe à la famille von Schönberg. Elle fait plus tard en 1550 reconstruire le château en château Renaissance. Il est en partie détruit par le feu en 1642-1643 pendant la guerre de Trente Ans. Le maître général des postes de Saxe, Adam Rudolph von Schönberg, le fait rebâtir dans la seconde partie du XVIIIe siècle: On ajoute à l'aile sud une chapelle en style baroque et l'aile nord est reconstruite. Le château est foudroyé en 1800 et subit de graves dommages. Un incendie en 1842 détruit une partie de la toiture. Il reste du château primitif du XIVe siècle le donjon de 42m dont les murs font 2,85 m d'épaisseur.
La famille von Schönberg est expulsée en 1945 et le château est saccagé. On y installe à partir jusqu'en 1948 une école du Parti communiste allemand, puis la Caritas obtient le droit de 1951 à 1955 d'y installer un orphelinat et d'utiliser la chapelle, mais à partir de 1955 les autorités le transforment en maison de la culture des syndicats professionnels de la région. L'incendie du 3 avril 1989 endommage les bâtiments qui sont rénovés entre 1991 et 2000. Le château sert ensuite en partie d'auberge, de salons à louer pour des réceptions, et pour l'exposition de motocyclettes de la RDA de la collection Schwarz.
Le château de Purschenstein a été racheté en 2005 par un homme d'affaires néerlandais pour en faire un hôtel.

## Galerie

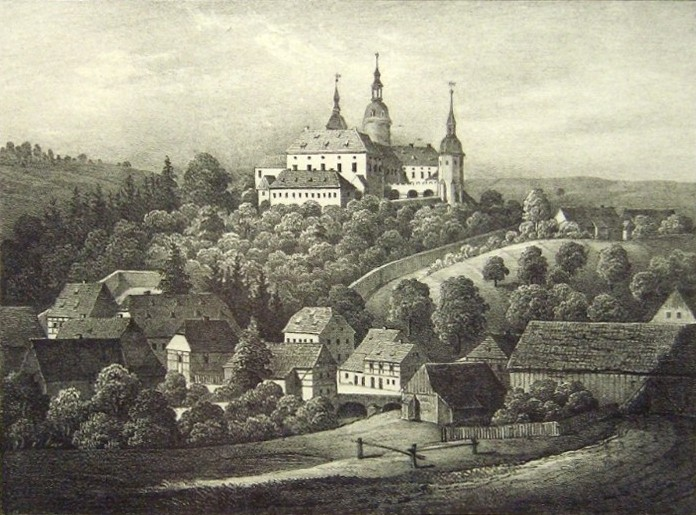
Vue du château vers 1841
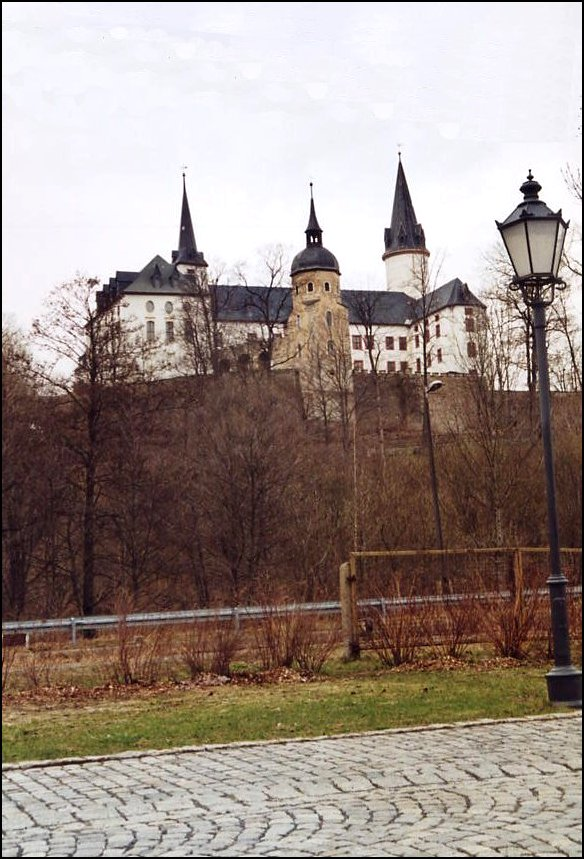
Le château vu du quai de la petite gare
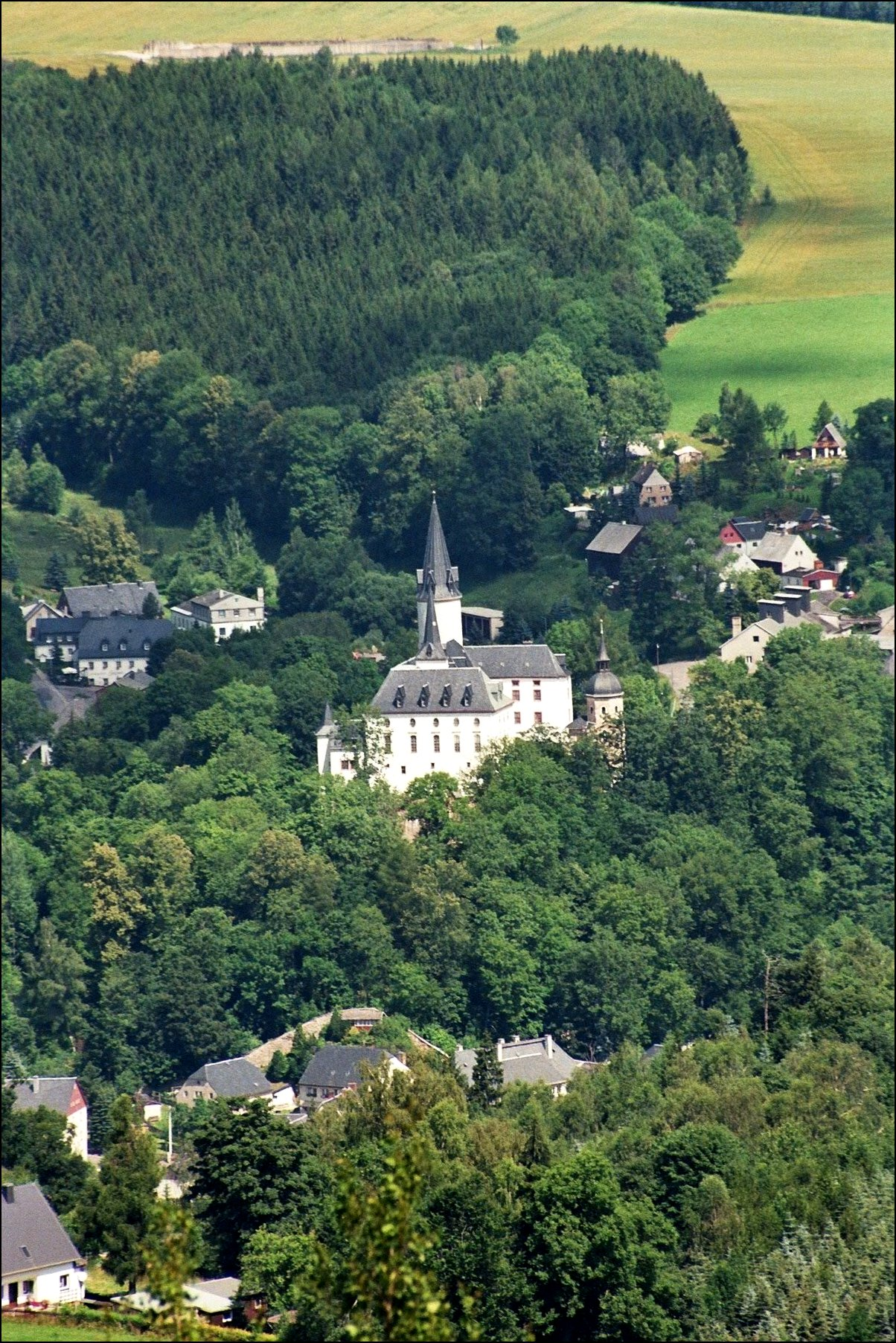
Vue aérienne du château
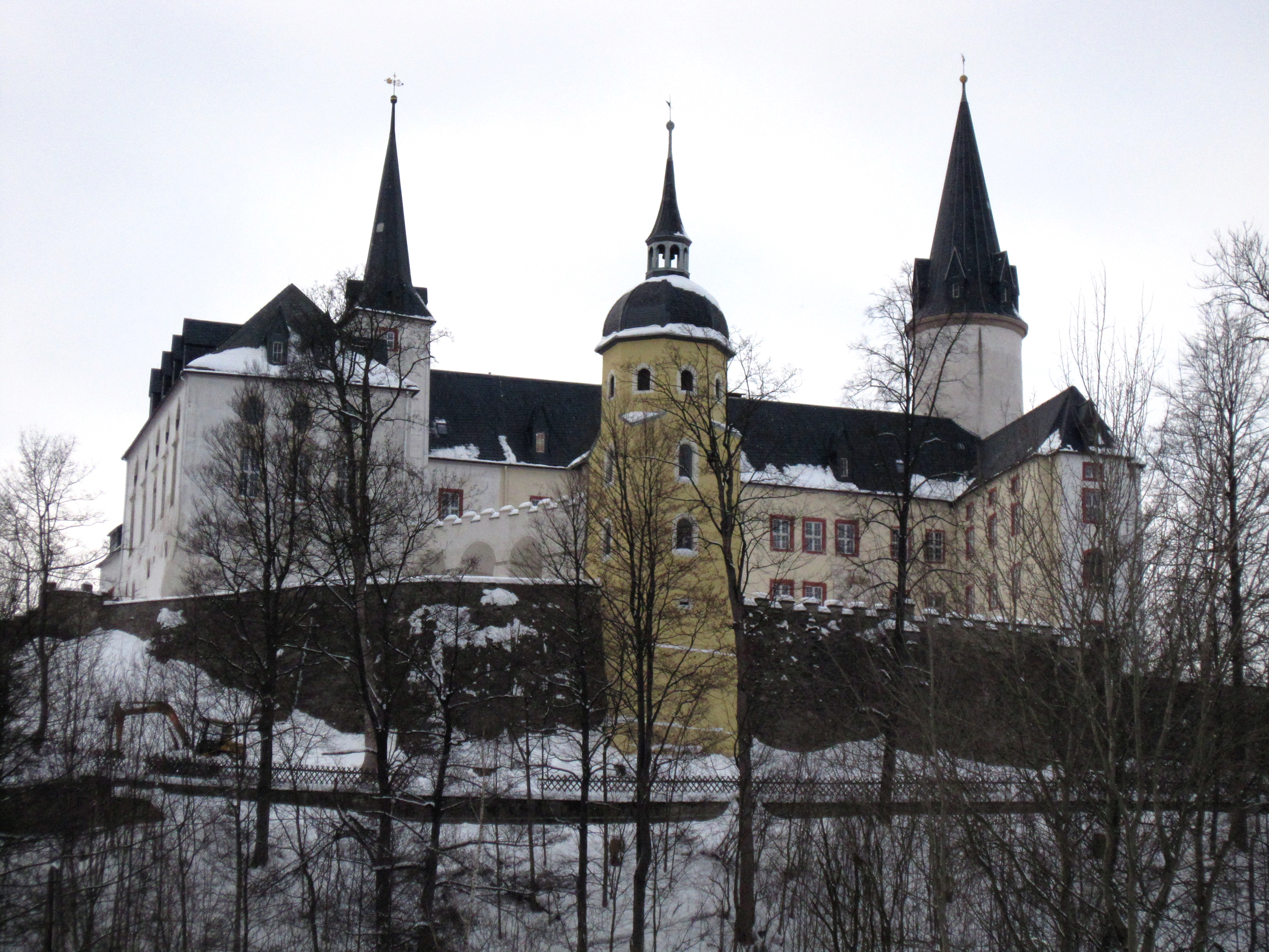
Le château sous la neige

## Source
- (de) Cet article est partiellement ou en totalité issu de l’article de Wikipédia en allemand intitulé « Schloss Purschenstein » (voir la liste des auteurs).